# Trasowanie płaskie
Trasowanie płaskie – proces technologiczny stosowany najczęściej w obróbce materiałów, który polega na wyznaczaniu określonych linii na danej płaszczyźnie. Trasowanie rozpoczyna się od wyznaczenia głównych osi symetrii przedmiotu. Często zamiast rysowania linii punktuje się określony przedmiot ze względu na lepszą widoczność tych linii.
Narzędzia stosowane w trasowaniu płaskim:
- rysik
- suwmiarka traserska
- znacznik
- cyrkle traserskie
- punktak
- liniał traserski
- kątownik
- środkownik
- pryzma traserska

Przygotowanie powierzchni do tego trasowania:
- sprawdzić stan materiału przeznaczonego do trasowania
- sprawdzić główne wymiary materiału
- sprawdzić prawidłowość naddatków na późniejszą obróbkę
- pomalować materiał w celu zwiększenia widoczności trasowanych linii